# Nenad Šulava
Nenad Šulava (Osijek, 25. prosinca 1962. – 4. rujna 2019.), hrvatski šahist, velemajstor. 
Po statistikama FIDE sa službenih internetskih stranica od 12. travnja 2012., s 2497 bodova 17. je aktivni igrač na ljestvici šahista u Hrvatskoj, 659. u Europi a 836. na svijetu. 
Naslov međunarodnog majstora 1986. godine.
2000. je godine stekao velemajstorski naslov.
Igrao je za Hrvatsku na dvjema šahovskim olimpijadama 2000. – 2002. godine.

## Vanjske poveznice
- Hrvatski šahovski savez  Arhivirana inačica izvorne stranice od 11. travnja 2012. (Wayback Machine) Nacionalna rejting lista od 1. ožujka 2012.